# Brendan Gleeson
Pour les articles homonymes, voir Gleeson (homonymie).
Brendan Gleeson (/ˈbɹɛndən ˈɡliːsən/), né le 29 mars 1955 à Dublin, est un acteur irlandais.
Il est principalement connu pour ses rôles dans Harry Potter dans le rôle d'Alastor Maugrey, dit « Fol Œil », Kingdom of Heaven, Gangs of New York, Bons baisers de Bruges, Troie, La Légende de Beowulf, 28 jours plus tard ou encore Braveheart et Les Banshees d'Inisherin.
Il est le père des acteurs Brian Gleeson et Domhnall Gleeson ; ce dernier joue lui aussi dans Harry Potter, plus exactement dans les deux volets du septième et dernier épisode, où il tient le rôle de Bill Weasley.
Sa performance de Colm Doherty dans Les Banshees d'Inisherin de Martin McDonagh lui vaudra une nomination à l'Oscar du meilleur acteur dans un second rôle lors de la 95e cérémonie des Oscars en 2023.

## Biographie

### Enfance et formation
Brendan Gleeson est né le 29 mars 1955 à Dublin en Irlande. Dès son plus jeune âge, Gleeson aime apprendre, principalement des textes classiques de la littérature et des grands auteurs irlandais tels que Samuel Beckett, ce qui l'amènera à un premier contact avec le métier d'acteur en jouant dans plusieurs pièces de théâtre au lycée. Après son baccalauréat il passe plusieurs années avec la Dublin Shakespeare Festival, à cette époque Gleeson se produit dans la rue en tant que musicien. En même temps, il est professeur d'anglais et de gaélique. Gleeson est ensuite invité à auditionner pour la Royal Shakespeare Company à Stratford-upon-Avon et passe plusieurs années en Angleterre sur scène à jouer plusieurs pièces.

### Carrière
À l'âge de 35 ans, Brendan Gleeson décide d'entamer une carrière au cinéma. Il auditionne pour quelques films en Angleterre et en Irlande et obtient le rôle de Michael Collins dans le film The Treaty pour la chaine irlandaise RTÉ One. Il gagne ainsi un Jacob's Awards pour l'incarnation de Collins.
En 1990, il obtient un petit rôle dans le film The Field ainsi que différents personnages dans plusieurs productions hollywoodiennes se passant en Irlande telles que Horizons Lointains ou Le Cheval venu de la mer. Gleeson obtient son premier rôle important dans le film Braveheart en jouant le bras droit de Mel Gibson, Hamish Campbell.
Après Braveheart, Gleeson fait d'honorables apparitions dans plusieurs films tels que Mission impossible 2, Lake Placid. Il se fait ensuite un nom en jouant dans le film Le Général basé sur la vie du criminel irlandais Martin Cahill. Acteur éclectique, il participe ensuite au film d'horreur 28 jours plus tard de Danny Boyle, interprétant Frank, l'un des seuls survivants tentant d'échapper aux hordes de contaminés avec sa fille en Angleterre.
Gleeson apparait dans plusieurs blockbusters américains, Gangs of New York de Martin Scorsese, A.I. Intelligence artificielle de Steven Spielberg, Le Village ou encore Kingdom of Heaven et plus récemment dans la série de films Harry Potter, interprétant l'inquiétant Alastor Maugrey dit "Fol Œil" dans Harry Potter et la Coupe de feu, Harry Potter et l'Ordre du Phénix, et Harry Potter et les Reliques de la Mort, partie 1. Entre les films de la saga Harry Potter, Gleeson donne la réplique à Colin Farrell dans le film Bons baisers de Bruges, pour lequel il reçoit plusieurs nominations dont le Golden Globe du meilleur acteur dans un film musical ou une comédie.

### Vie privée
Brendan Gleeson et sa femme Mary vivent à Malahide dans le comté de Fingal en Irlande. Pratiquant le fiddle (violon traditionnel irlandais), il porte un grand intérêt à la mythologie celtique irlandaise[réf. souhaitée]. Il est père de quatre enfants : Fergus, Rory, Brian et Domhnall, ces deux derniers étant eux aussi acteurs.

## Filmographie

### Cinéma
- 1990 : The Field de Jim Sheridan : un carrier
- 1992 : Horizons lointains (Far and away) de Ron Howard : un policier
- 1992 : Le Cheval venu de la mer (Into the West) de Mike Newell : inspecteur Bolger
- 1995 : Braveheart de Mel Gibson : Hamish Campbell
- 1996 : Michael Collins de Neil Jordan : Liam Tobin
- 1997 : Escape (A Further Gesture) de Robert Dornhelm
- 1997 : Turbulences à 30 000 pieds (Turbulence) de Robert Butler : Stubbs
- 1997 : Irish Crime (I went down) de Paddy Breathnach : Bunny Kelly
- 1997 : Le Garçon boucher (The Butcher Boy) de Neil Jordan : Père Bubbles
- 1998 : Le Général (The General) de John Boorman : Martin Cahill
- 1999 : Harrison's Flowers d'Élie Chouraqui : Marc Stevenson
- 1999 : My Life So Far de Hugh Hudson : Jim Menzies
- 1999 : Lake Placid de Steve Miner : le shérif Hank Keough
- 2000 : Mission impossible 2 de John Woo : John C. McCloy
- 2001 : Le Tailleur de Panama (The Tailor of Panama) de John Boorman : Michelangelo 'Mickie' Abraxas
- 2001 : A.I. Intelligence artificielle (Artificial Intelligence: AI) de Steven Spielberg : Lord Johnson-Johnson
- 2002 : 28 jours plus tard (28 Days Later…) de Danny Boyle : Frank
- 2002 : Gangs of New York de Martin Scorsese : Walter 'Monk' McGinn
- 2002 : Dark Blue de Ron Shelton : Jack Van Meter
- 2003 : Retour à Cold Mountain (Cold Mountain) d'Anthony Minghella : Stobrod Thewes
- 2004 : In My Country de John Boorman : De Jager
- 2004 : Troie (Troy) de Wolfgang Petersen : Menelas
- 2004 : Le Village (The Village) de M. Night Shyamalan : August Nicholson
- 2005 : Kingdom of Heaven de Ridley Scott : Renaud de Châtillon
- 2005 : Breakfast on Pluto de Neil Jordan : John-Joe
- 2005 : Harry Potter et la Coupe de feu (Harry Potter and the Goblet of Fire) de Mike Newell : Alastor Maugrey dit « Fol Œil »
- 2006 : The Tiger's Tail de John Boorman : Liam O'Leary / Le double
- 2007 : Harry Potter et l'Ordre du Phénix (Harry Potter and the Order of the Phoenix) de David Yates : Alastor Maugrey dit "Fol Œil"
- 2007 : Black Irish de Brad Gann : Desmond McKay
- 2007 : La Légende de Beowulf (Beawulf) de Robert Zemeckis : Wiglaf
- 2008 : Bons baisers de Bruges (In Bruges) de Martin McDonagh : Ken
- 2009 : Brendan et le Secret de Kells (The Secret of Kells) de Tomm Moore et Nora Twomey : Abbot Cellach (voix)
- 2009 : Into the Storm de Thaddeus O'Sullivan : Winston Churchill
- 2010 : Harry Potter et les Reliques de la Mort, partie 1 (Harry Potter and the Deathly Hallows: Part 1) de David Yates : Alastor Maugrey dit "Fol Œil"
- 2010 : Harry Potter and the Forbidden Journey de Thierry Coup (court-métrage) : Alastor Maugrey dit "Fol Œil"
- 2010 : Green Zone de Paul Greengrass : Martin Brown
- 2011 : L'Irlandais (The Guard) de John Michael McDonagh : le sergent Gerry Boyle
- 2011 : Albert Nobbs de Rodrigo Garcia : Dr Holloran
- 2012 : Sécurité rapprochée (Safe House) de Daniel Espinosa : David Barlow
- 2012 : L'Ombre du mal (The Raven) de James McTeigue : le colonel Hamilton
- 2012 : Les Pirates ! Bons à rien, mauvais en tout (The Pirates! Band of Misfits) de Peter Lord et Jeff Newitt : le pirate goutteux (voix)
- 2013 : Sous surveillance (The Company You Keep) de Robert Redford : Henry Osbourne
- 2013 : Les Schtroumpfs 2 (The Smurfs 2) de Raja Gosnell : Victor Doyle
- 2013 : La Grande Séduction à l'anglaise (The Grand Seduction) de Don McKellar : Murray French
- 2014 : Edge of Tomorrow de Doug Liman : le général Brigham
- 2014 : Hysteria de Brad Anderson : l'aliéniste
- 2014 : Calvary de John Michael McDonagh : le père James
- 2014 : Le Chant de la mer (Song of the Sea) de Tomm Moore : Conor / MacLir (voix)
- 2015 : Pursuit de Paul Mercier : Searbhan
- 2015 : Au cœur de l'océan (In the Heart of the Sea) de Ron Howard : Thomas Nickerson
- 2015 : Les Suffragettes de Sarah Gavron : l'inspecteur Arthur Steed
- 2016 : Seul dans Berlin (Alone in Berlin / Jeder stirbt für sich allein) de Vincent Perez : Otto Quangel
- 2016 : Assassin's Creed de Justin Kurzel : Joseph Lynch
- 2017 : Hampstead de Joel Hopkins : Donald Horner
- 2017 : Live by Night de Ben Affleck : Thomas Coughlin
- 2017 : À ceux qui nous ont offensés (Tresspass against us) d'Adam Smith : Colby Cutler
- 2017 : Paddington 2 de Paul King : Knuckles McGinty
- 2018 : La Ballade de Buster Scruggs (The Ballad of Buster Scruggs) de Joel et Ethan Coen : l'Irlandais
- 2018 : Capitaine Morten et la Reine des araignées (Captain Morten and the Spider Queen) de Kaspar Jancis (film d'animation) : Capitaine Vicks (voix)
- 2019 : Frankie d'Ira Sachs : Jimmy
- 2021 : Macbeth de Joel Coen : le roi Duncan
- 2022 : Les Banshees d'Inisherin (The Banshees of Inisherin) de Martin McDonagh : Colm Doherty
- 2024 : Joker : Folie à deux de Todd Phillips : Jackie Sullivan, un garde abusif

### Télévision
- 1993 : The Snapper (téléfilm) de Stephen Frears : Lester
- 2017– 2019 : Mr Mercedes (série télévisée) de David E. Kelley : Inspecteur Bill Hodges
- 2020 : The Comey Rule (série télévisée) : Donald Trump
- 2022 : State of the Union de Stephen Frears et Nick Hornby (série télévisée) : Scott

## Distinctions
| Année | Groupe                                                           | Récompense                                                            | Reçue ? | Film                            |
| ----- | ---------------------------------------------------------------- | --------------------------------------------------------------------- | ------- | ------------------------------- |
| 1997  | Boston Society of Film Critics Awards                            | Meilleur acteur                                                       | Oui     | I Went Down                     |
| 1997  | Irish Film and Television Awards                                 | Meilleur acteur                                                       | Non     | I Went Down                     |
| 1998  | Boston Society of Film Critics Awards                            | Meilleur acteur                                                       | Oui     | Le Général                      |
| 1998  | Irish Film and Television Awards                                 | Meilleur acteur                                                       | Oui     | Le Général                      |
| 1998  | Prix du Cercle des critiques de film de Londres                  | Meilleur acteur                                                       | Oui     | Le Général                      |
| 1998  | Satellite Award du meilleur acteur - Drame                       | Meilleur acteur                                                       | Non     | Le Général                      |
| 2000  | Irish Film and Television Awards                                 | Meilleur acteur                                                       | Non     | Wild about Harry                |
| 2003  | Prix du Cercle des critiques de film de Londres                  | Meilleur acteur                                                       | Non     | Retour à Cold Mountain          |
| 2003  | Prix du Cercle des critiques de film de Londres                  | Meilleur acteur                                                       | Non     | Harry Potter et la Coupe de feu |
| 2008  | British Academy of Film and Television Arts                      | British Academy Film Award du meilleur acteur dans un rôle secondaire | Non     | Bons baisers de Bruges          |
| 2008  | British Independent Film Awards                                  | Meilleur acteur                                                       | Non     | Bons baisers de Bruges          |
| 2008  | Golden Globes                                                    | Golden Globe du meilleur acteur dans un film musical ou une comédie   | Non     | Bons baisers de Bruges          |
| 2008  | Irish Film and Television Awards                                 | Meilleur acteur                                                       | Non     | Bons baisers de Bruges          |
| 2008  | Satellite Awards                                                 | Satellite Award du meilleur acteur - Comédie                          | Non     | Bons baisers de Bruges          |
| 2010  | Golden Globes                                                    | Golden Globe du meilleur acteur dans une mini-série ou un téléfilm    | Non     | Into the Storm                  |
| 2012  | Golden Globes                                                    | Golden Globe du meilleur acteur dans un film musical ou une comédie   | Non     | L'Irlandais                     |
| 2014  | Irish Film and Television Awards                                 | Meilleur acteur                                                       | Oui     | Calvary                         |
| 2014  | Boston Online Film Critics Association Awards                    | Meilleur acteur                                                       | Oui     | Calvary                         |
| 2016  | Festival international du film de fiction historique de Narbonne | Meilleur acteur                                                       | Oui     | Seul dans Berlin                |
| 2021  | Golden Globes                                                    | Meilleur acteur dans un second rôle dans une mini série ou téléfilm   | Non     | The Comedy Rule                 |
| 2023  | Golden Globes                                                    | Meilleur acteur dans un second rôle                                   | Non     | Les Banshees d'Inisherin        |
| 2023  | Oscars                                                           | Meilleur acteur dans un second rôle                                   | Non     | Les Banshees d'Inisherin        |

## Voix francophones
En version française, Brendan Gleeson est doublé par plusieurs comédiens jusqu'à la fin des années 1990. Ainsi, il est doublé par Marc Alfos dans Braveheart, Joël Martineau dans Dark Blue, Rafael Gozalbo dans Le Tailleur de Panama, Patrice Melennec dans Turbulences à 30 000 pieds et Claude Brosset dans Le Général. De 1999 à 2005, Bernard-Pierre Donnadieu est sa première voix régulière et le double dans Lake Placid, Harrison's Flowers, Retour à Cold Mountain, In My Country, Le Village et Kingdom of Heaven. En parallèle, il est doublé à deux reprises chacun par Sylvain Lemarié dans Mission impossible 2 et 28 jours plus tard ainsi que par Patrick Messe dans A.I. Intelligence artificielle et Troie.
De 2005 jusqu'à sa mort survenue en 2017, Patrick Béthune est sa deuxième voix régulière. Il le double ainsi dans les films Harry Potter, La Légende de Beowulf, L'Irlandais, Edge of Tomorrow, Les Suffragettes, Au cœur de l'océan, Assassin's Creed, Live by Night ou encore Paddington 2. En parallèle, il est doublé par Patrick Préjean dans Bons baisers de Bruges, Patrick Floersheim dans Green Zone, Paul Borne dans Les Schtroumpfs 2, Philippe Vincent dans Sous surveillance et Alain Choquet dans Seul dans Berlin. Par la suite, Achille Orsoni le double à deux reprises dans Mr. Mercedes et La Ballade de Buster Scruggs, tandis que Philippe Vincent le retrouve dans Macbeth et que Thierry Hancisse le double dans The Comey Rule, tout comme Gabriel Le Doze dans Les Banshees d'Inisherin et Joker : Folie à deux. 
En version québécoise, il est régulièrement doublé par Sylvain Hétu qui est sa voix dans les films Harry Potter, Bienvenue à Bruges, La Zone verte, Le Corbeau, Un jour sans lendemain, Les Suffragettes, Au cœur de l'océan et Assassin's Creed. Marc Bellier le double à cinq reprises dans Lake Placid, Bleu sombre, Troie, Le Refuge et Ils vivent la nuit. À titre exceptionnel, il est doublé par Benoît Rousseau dans Cœur vaillant, Jean-René Ouellet dans L'histoire de mon père, François L'Écuyer dans Retour à Cold Mountain, Jean-Luc Montminy dans Le Village, Jacques Lavallée dans Les Schtroumpfs 2 et Alain Zouvi dans La Grande Séduction à l'anglaise.